# Antalaha
Antalaha és un municipi (en malgaix kaominina) del nord-est de Madagascar. Pertany al districte d'Antalaha, que és una part de la regió de Sava, a la província d'Antsiranana. Segons el cens del 2001, la seva població era de 75.000 habitants.
Antalaha és una ciutat portuària de l'oceà Índic. A més de l'educació primària, la ciutat disposa d'oferta d'ensenyament secundari. Hi ha uns jutjats i hospital.
L'agricultura proporciona feina per al 40% de la població activa. El conreu més important és el de la vainilla; de fet, des de mitjan segle xx, pel seu port hi transita més del 50% de la producció mundial d'aquesta espècia. Altres productes agraris importants són el clau i l'arròs. La indústria i els serveis, per la seva banda, proporcionen feina al 30% i al 29,98% de la població, respectivament. Addicionalment, la pesca ocupa un 0,02% de la població.